# Бертольд VII

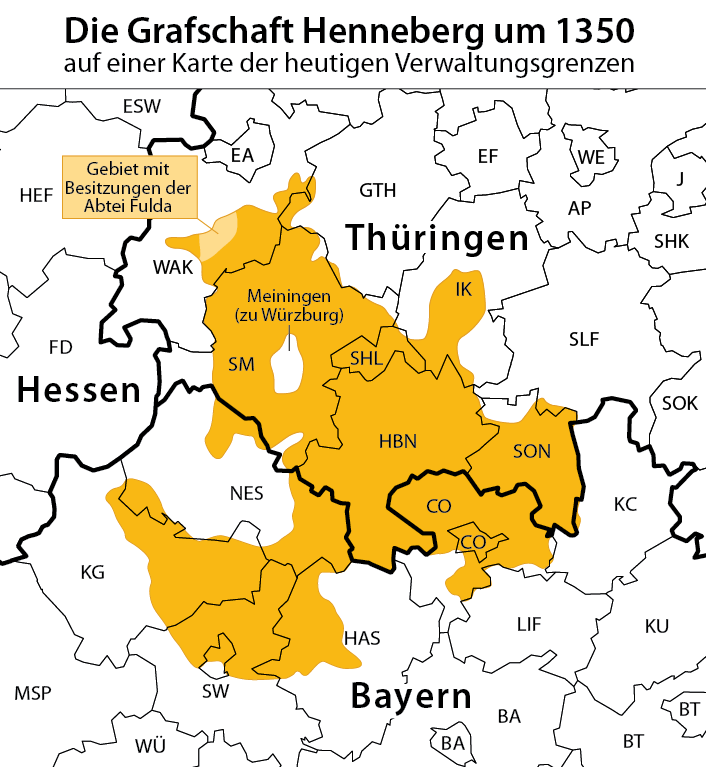
Княжество Хеннеберг в 1350 г.

Бертольд VII Мудрый (нем. Berthold VII. der Weise; 1272, Шлойзинген — 13 апреля 1340, Шлойзинген) — с 1284 года граф Хеннеберг-Шлойзинген из рода Хеннебергов.

## Биография
Сын Бертольда V и его жены Софии фон Шварцбург. В 1284 году наследовал отцу.
На Рейхстаге во Франкфурте 25 июля 1310 года графство Хеннеберг возведено в ранг имперского княжества.
В 1313 года через брак сына Генриха с Юттой Бранденбургской получил от маркграфов Бранденбурга графство Кобург, тем самым увеличив свои владения практически вдвое.
Был влиятельным советником при дворе императора Людвига IV Баварского. В 1323—1330 годах опекун его старшего сына — Людвига Бранденбургского, и правитель (от его имени) маркграфства Бранденбург.

## Семья
Бертольд VII был женат дважды. Первая жена (1284) — Адельгейда (1268—1317), дочь гессенского ландграфа Генриха I. Дети:
- Генрих VIII (ум. 10 сентября 1347)
- Иоганн I (1289 — 2 мая 1359)
- Бертольд, рыцарь ордена иоаннитов
- Людвиг, настоятель храма в Магдебурге
- Елизавета (ум. 6 декабря 1377) — жена нюрнбергского бургграфа Иоганна II.

Второй женой Бертольда была Анна (ум. 1323), дочь графа Конрада фон Гогенлоэ. Этот брак был бездетным.